# Сулима Федір Іванович
Сулима Федір Іванович (* близько 1629 — † 1691) — полковник переяславський Війська Запорозького, бунчуковий товариш, представник впливового козацько-старшинського роду Сулими.

## Біографія
Син гетьмана Івана Сулими. Батько генерального хорунжого Івана Федоровича Сулими. У молодості брав участь у морських походах, побував у турецькому полоні.
1653 — райця Переяславського магістрату. Згодом перейшов на військову службу до польського короля. 1661 — вступив у Переяславський полк, який був на боці гетьмана Юрія Хмельницького. Після того, як полковник переяславців Михайло Криса потрапив у московський полон, полк очолив Федір Сулима. 1673 — прийняв московське підданство.
29 червня 1689 отримав універсал гетьмана Івана Мазепи на села Гудівку (46 дворів) і Михальчину Слободу (90 дворів). Після смерті Ф. І. Сулими маєток перейшов до його сина — Івана Федоровича, а від нього — до сина Івана Івановича Сулими.
Похований у родовій усипальниці в церкві Покрови Божої Матері села Сулимівка.